# Damocles
Damocles es un personaje que aparece en una anécdota moral (referida como la espada de Damocles), una adición tardía a la cultura griega clásica.

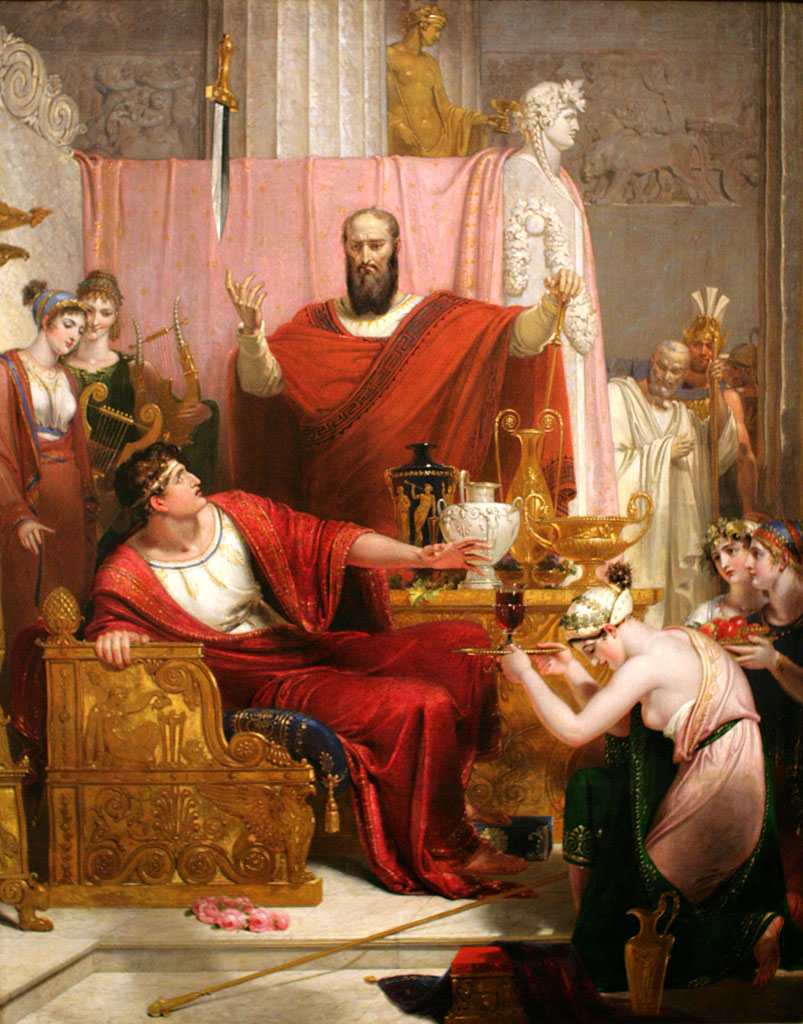
En La espada de Damocles, 1812 de Richard Westall, los jóvenes muchachos de la anécdota de Cicerón han sido sustituidos por vírgenes con un patrón neoclásico, Thomas Hope.

Su relato parece más propio de la leyenda que de la historia. El origen de la anécdota se localiza en una Historia de Sicilia escrita por Timeo de Tauromenio (c. 356-260 a. C.). Cicerón hizo uso de ella en Disputaciones tusculanas V, 61-62. Macrobio también relata la historia.
Damocles fue, al parecer, un cortesano excesivamente adulador en la corte de Dionisio I, un tirano de Siracusa, Sicilia, del siglo IV a. C. Propagó que Dionisio era realmente afortunado al disponer de tal poder y riqueza. Dionisio, deseoso de escarmentar al adulador, se ofreció a intercambiarse con él por un día, de forma que pudiera disfrutar de primera mano su suerte. Esa misma tarde se celebró un opíparo banquete donde Damocles gozó siendo servido como un rey. Solo al final de la comida miró hacia arriba y reparó en la afilada espada que colgaba atada por un único pelo de crin de caballo directamente sobre su cabeza. Inmediatamente se le quitaron las ganas de los apetitosos manjares que le sirvieron y las hermosas mujeres que había pedido, y pidió al tirano abandonar su puesto, diciendo que ya no quería seguir siendo tan afortunado.
Horacio hace alusión a la espada de Damocles en uno de sus poemas:

Para aquel que ve una espada desenvainada sobre su impía cabeza, los festines de Sicilia, con su refinamiento, no tendrán dulce sabor, y el canto de los pájaros, y los acordes de la cítara, no le devolverán el sueño, el dulce sueño que no desdeña las humildes viviendas de los campesinos ni una umbrosa ribera ni las enramadas de Tempe acariciada por los céfiros.
Horacio, Odas III, 1

La espada de Damocles es definida por el diccionario de la Real Academia Española como «amenaza persistente de un peligro».
Tallas en madera de la espada de Damocles aparecen en libros europeos de los siglos XVI y XVII.
El asteroide (5335) Damocles lleva su nombre, así como los damocloides, planetoides con órbitas semejantes a las órbitas excéntricas de un cometa, pero sin cola.